# Бурхливе море
«Бурхливе море» (італ. Mare matto, фр. La Mer à boire) — італійсько-французька кінокомедія 1963 року, знята режисером Ренато Кастеллані, з Жаном-Полем Бельмондо і Джиною Лоллобриджидою у головних ролях.

## Сюжет
Сестра з братом тримають пансіон для моряків, у якому можна жити в кредит, відпрацьовуючи потім на суднах, що належать господині пансіону. Судно під командуванням старого Друдо, завантажене бочками з вином, ледве не йде на дно під час шторму і втрачає вантаж. Усю ніч команда скидала за борт бочки з вином, не забуваючи при цьому випити. І вранці дивом уціліла команда була п'яна в дим, але залишилася жива.

## У ролях
- Жан-Поль Бельмондо — Ліворнієць
- Джина Лоллобриджида — Маргарита
- Томас Міліан — Ефісіо
- Аніта Дуранте — Розаріо Ло Руссо
- Едуардо Спадаро — Друдо Паренті
- Адельмо Ді Фраїа — пансіонер
- Ноель Роквер — адвокат
- П'єро Морджа — Бенедетто Ло Руссо
- Вінченцо Мусоліно — Спадавекк'я
- Россана Ді Рокко — Недда
- Мікеле Абруццо — Орест, брат Маргарити
- П'єтро Торді — поет
- Домінік Бошеро — епізод
- Тано Чимароза — один з братів Кастеллуццо
- Даніела Ільйоцці — епізод
- Ламберто Маджорані — людина, що видає платню
- Бруно Шипіоні — епізод

## Знімальна група
- Режисер — Ренато Кастеллані
- Сценаристи — Ренато Кастеллані, Леонардо Бенвенуті, П'єро Де Бернарді
- Оператор — Антоніо Секкі
- Композитор — Карло Рустікеллі
- Художник — Карло Лева
- Продюсери — Франко Крістальді, Олександр Мнушкин, Жорж Луро